# Hylorops philippii
Hylorops philippii är en tvåvingeart som beskrevs av Günther Enderlein 1921. Hylorops philippii ingår i släktet Hylorops och familjen vapenflugor. Inga underarter finns listade i Catalogue of Life.